# La Cadena del Water
La Cadena del Water es una red de emisoras de radio y televisión creada en Madrid durante la década de los 70.
Las emisoras de la Cadena del Water son un medio de entretenimiento y diversión para sus participantes y oyentes, carecen de intereses comerciales, políticos, sociales y religiosos y por tanto de línea editorial.

## La Voz del Pobre
La primera emisora de la Cadena del Wáter fue Radio la Voz del Pobre que comenzó a emitir en la ciudad de Madrid (España) en el año 1975 en la banda de frecuencia modulada (FM). La "Voz del Pobre" se considera la primera emisora "libre" de España ).

## La Voz de la Experiencia
La emisora más famosa de la Cadena del Wáter fue "Arradio la Voz de la Experiencia", que comenzó sus emisiones en la segunda mitad de la década de los setenta, también como la "Voz del Pobre", en la banda de frecuencia modulada y en la ciudad de Madrid. Su cobertura incluía tanto la provincia de Madrid (España) como las provincias limítrofes a esta, siendo por tanto la emisora de su clase que gozó de mayor cobertura. Su máximo nivel de audiencia fue alcanzado en 1989 y se estima comprendido entre 60.000 y 70.000 oyentes, superior a la media de las emisoras comerciales de Madrid de ese año. "Arradio la Voz de la Experiencia" fue cerrada en 1989 tras la aprobación de la Ley de Ordenación de las Telecomunicaciones.

## La Imagen del Invidente
La Cadena del Wáter también puso en marcha la primera emisora de "televisión libre" de España en 1988 en la ciudad de Madrid: "la Imagen del Invidente" que emitió en pruebas hasta diciembre de 1988 fecha en la que fue clausurada.
En el año 2006 la Cadena del Water reanudó sus emisiones a través de Internet.